# Pijany anioł
Pijany anioł (jap. 醉いどれ天使 Yoidore tenshi) – japoński film z 1948 roku w reżyserii Akiry Kurosawy, pierwszy z szesnastu filmów Kurosawy z udziałem Toshirō Mifune.
Historia osadzona jest w powojennej Japonii i opowiada o zmagającym się z problemem alkoholowym lekarzu, który leczy młodego gangstera, rannego w wojnie gangów.

## Obsada
- Takashi Shimura jako dr Sanada
- Toshirō Mifune jako Matsunaga
- Reizaburō Yamamoto jako Okada
- Michiyo Kogure jako Nanae
- Chieko Nakakita jako pielęgniarka Miyo